# Stanisław Nowakowicz
Stanisław Nowakowicz (ur. 22 maja 1953 w Kurowie) – generał dywizji Wojska Polskiego.

## Życiorys
Stanisław Nowakowicz w 1978 był absolwentem Wyższej Szkoły Oficerskiej Wojsk Pancernych w Poznaniu. Po jej ukończeniu rozpoczął służbę w 18 pułku czołgów w Wędrzynie na stanowisku dowódcy plutonu czołgów oraz kompanii czołgów. W 1987 studiował w Akademii Sztabu Generalnego w Warszawie, a jako oficer dyplomowany absolwent ASG został zastępcą dowódcy tego pułku. Powierzono mu w 1990 obowiązki dowódcy 42 pułku zmechanizowanego 11 Dywizji Zmechanizowanej w Żarach, a w 1992 wyznaczony został na stanowisko zastępcy dowódcy tej dywizji. W latach 1994–1996 był szefem szkolenia i od 1996 szefem sztabu – zastępcą dowódcy dywizji. W 1998 szkolił się na Podyplomowych Studiach Operacyjno-Strategicznych w Akademii Obrony Narodowej. W 2001 mianowany generałem brygady. Dowodził w latach 2000–2003 11 Lubuską Dywizją Kawalerii Pancernej w Żaganiu, a w 2003 wyznaczony na stanowisko zastępcy szefa Szkolenia Wojsk Lądowych. W 2005 awansował na stopień generała dywizji i wyznaczono go na stanowisko dowódcy 12 Szczecińskiej Dywizji Zmechanizowanej.